# Georgia-Mae Fenton
Georgia-Mae Fenton (Gravesend, 2 de noviembre de 2000) es una deportista británica que compite en gimnasia artística.
Ganó una medalla de plata en el Campeonato Mundial de Gimnasia Artística de 2022 y cuatro medallas en el Campeonato Europeo de Gimnasia Artística entre los años 2022 y 2024.

## Palmarés internacional
| Campeonato Mundial | Campeonato Mundial      | Campeonato Mundial | Campeonato Mundial   |
| Año                | Lugar                   | Medalla            | Prueba               |
| ------------------ | ----------------------- | ------------------ | -------------------- |
| 2022               | Liverpool (Reino Unido) | Medalla de plata   | Concurso por equipos |
| Campeonato Europeo |                         |                    |                      |
| Año                | Lugar                   | Medalla            | Prueba               |
| 2022               | Múnich (Alemania)       | Medalla de plata   | Concurso por equipos |
| 2023               | Antalya (Turquía)       | Medalla de oro     | Concurso por equipos |
| 2024               | Rímini (Italia)         | Medalla de plata   | Concurso por equipos |
| 2024               | Rímini (Italia)         | Medalla de bronce  | Barras asimétricas   |